# Enos Lapham
Enos Lapham (* 13. September 1821 in Burrillville, Rhode Island; † 21. Juni 1894) war ein US-amerikanischer Politiker. In den Jahren 1888 und 1889 war er Vizegouverneur des Bundesstaates Rhode Island.

## Werdegang
Enos Lapham besuchte die öffentlichen Schulen seiner Heimat. Anschließend arbeitete er in einem Baumwollverarbeitungsbetrieb. Bald darauf unterhielt er einen eigenen Betrieb in dieser Branche. Seit 1839 leitete er zusammen mit seinem Bruder eine eigene Fabrik, die sehr erfolgreich war und später nach Centreville verlegt wurde. Nach dem Tod des Bruders im Jahr 1883 wurde er Alleinbesitzer dieses Unternehmens. Durch seine unternehmerischen Fähigkeiten wurde er ein reicher und angesehener Bürger seiner Heimat. Dort stieg er auch in das Bankgewerbe in und wurde Präsident der  Centreville National Bank sowie der Centreville Savings Bank.
Politisch war Lapham Mitglied der Republikanischen Partei seit deren Gründung im Jahr 1854. Er saß im Stadtrat von Warwick. Von 1886 bis 1888 gehörte er dem Senat von Rhode Island an. 1887 wurde er an der Seite von Royal C. Taft zum Vizegouverneur von Rhode Island gewählt. Dieses Amt bekleidete er zwischen 1888 und 1889. Dabei war er Stellvertreter des Gouverneurs und Vorsitzender des Staatssenats. Enos Lapham starb am 21. Juni 1894 und wurde in Providence beigesetzt.